# Joola
De Joola was een Senegalese veerboot die op 26 september 2002 voor de kust van Gambia kapseisde, terwijl hij onderweg was van Ziguinchor naar Dakar. Deze ramp, de grootste scheepsramp in de Afrikaanse geschiedenis, kostte het leven aan meer dan 1800 opvarenden, onder wie twee Nederlanders. Slechts 60 mensen konden worden gered. Aanvankelijk werden van officiële zijde beduidend lagere dodentallen genoemd.
Nadat duidelijk werd dat de veiligheidsvoorschriften ernstig veronachtzaamd waren (het schip was bijvoorbeeld gebouwd voor niet meer dan 600 passagiers), kwam ook de Senegalese regering in verband met het ongeluk in opspraak, en president Abdoulaye Wade ontsloeg hierop enkele weken later premier Mame Madior Boyé.
Vanaf maart 2008 is de Joola vervangen door de veerboot Aline Sitoe Diatta.